# Riccò del Golfo di Spezia
Riccò del Golfo di Spezia es una localidad y comune italiana de la provincia de La Spezia, región de Liguria, con 3.503 habitantes.

## Evolución demográfica
| Gráfica de evolución demográfica de Riccò del Golfo di Spezia entre 1861 y 2001 |
|                                                                                 |
| Fuente ISTAT - elaboración gráfica de Wikipedia                                 |